# Dschinnistan

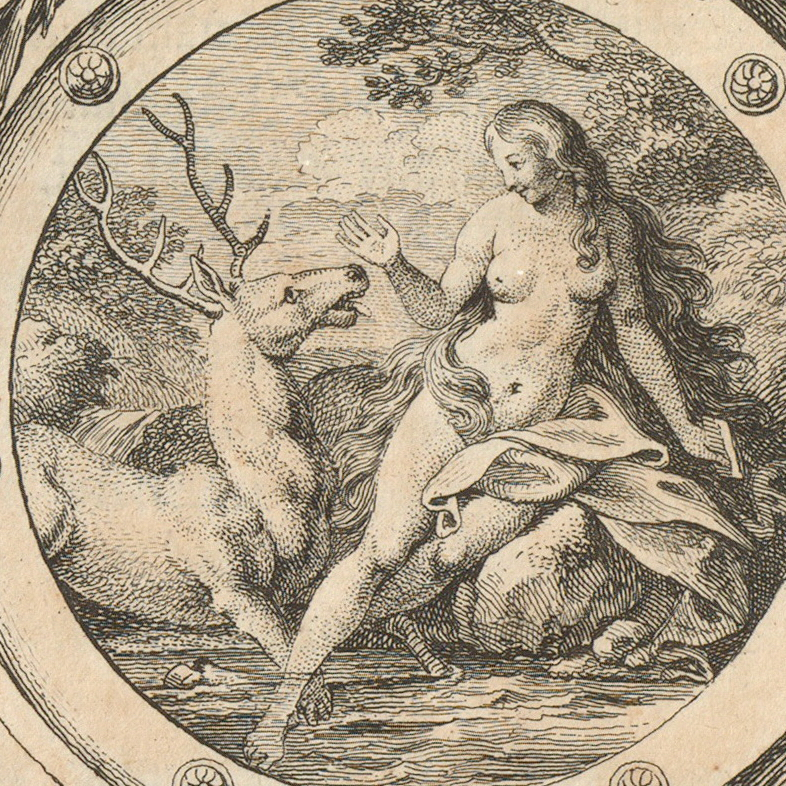
„Alboflede“ – Illustration zu Wielands Dschinnistan. Radierung von Johann Rudolf Schellenberg, 1789.

Dschinnistan oder auserlesene Feen- und Geistermärchen, teils neu erfunden, teils übersetzt und umgearbeitet ist eine Geschichtensammlung, die von 1786 bis 1789 durch Christoph Martin Wieland herausgegeben wurde.

## Inhalt

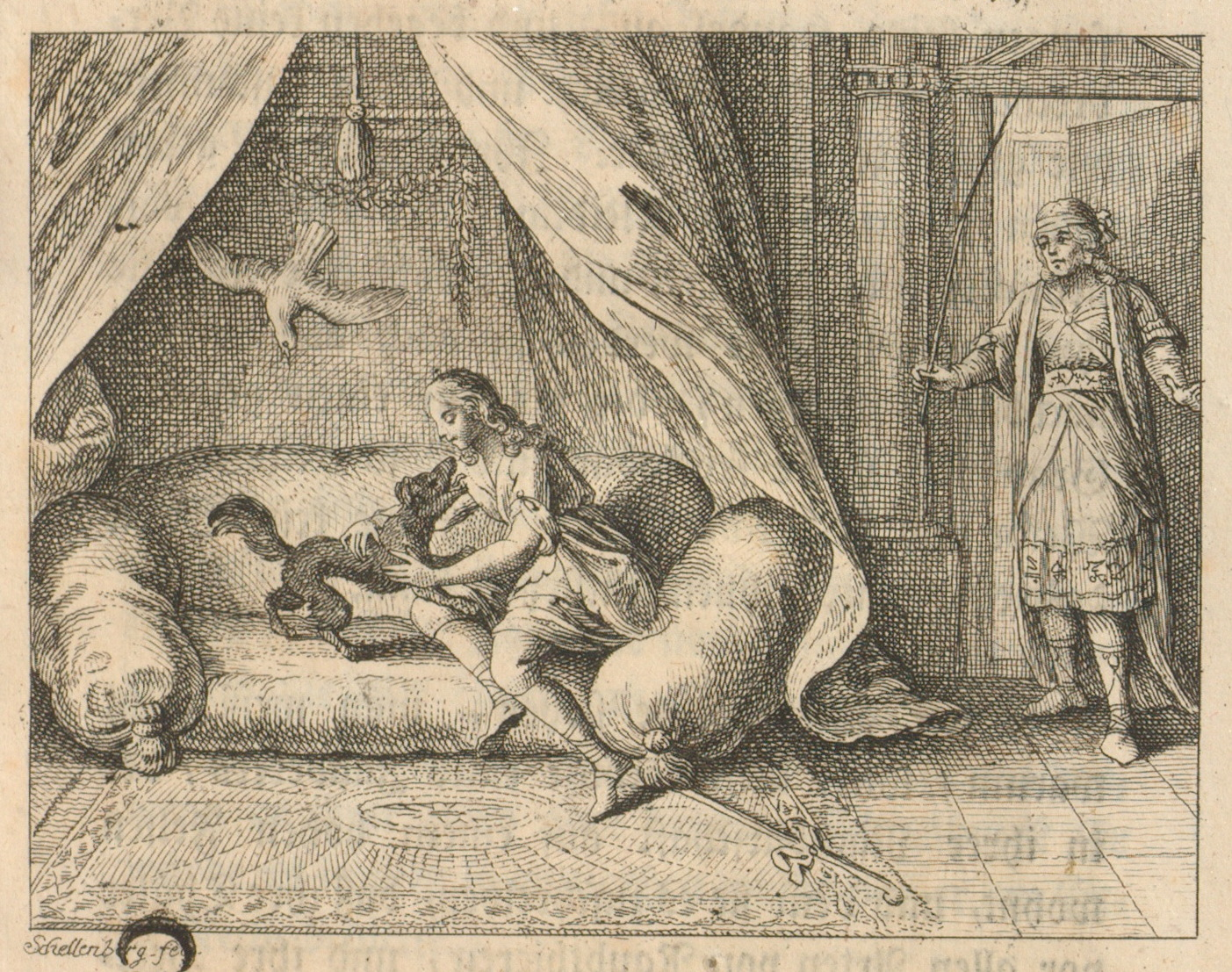
Nadir und Nadine – in eine Taube verwandelt – beim Zauberer Astramond

Die Sammlung enthält insgesamt 19 Märchen, von denen aber lediglich zwölf von Wieland selbst stammen, nämlich: Nadir und Nadine; Adis und Dahy; Neangir und seine Brüder, Argentine und ihre Schwestern; Der Stein der Weisen oder Sylvester und Rosine; Timander und Melissa; Himmelblau und Lupine; Der goldene Zweig; Der Druide, oder die Salamandrin und die Bildsäule; Alboflede; Pertharit und Ferrandine; Der eiserne Armleuchter; Der Greif vom Gebirge Kaf.
Weitere vier Geschichten stammen von Wielands Freund Friedrich Hildebrand von Einsiedel, nämlich: Der Zweikampf, Das Labyrinth, Die klugen Knaben und Die Prinzessin mit der langen Nase. – Wielands Schwiegersohn August Jacob Liebeskind hat Der Korb sowie Lulu oder die Zauberflöte beigesteuert. Der Palast der Wahrheit schließlich wird als Gemeinschaftswerk Wielands mit einem unbekannten Co-Autor angesehen, vermutlich handelt es sich hierbei um Caroline von Wolzogen.

### Arkadien
Ein häufig in den Geschichten auftauchendes Motiv ist das eines märchenhaften, arkadische Züge tragenden Reiches, das – ganz in der Tradition der im Rokoko so beliebten Schäferidyllen – von einfachen, genügsamen, tugendhaften Menschen bewohnt wird. Teils wird es durch böse Zauberer bedroht (Nadir und Nadine), teils taucht es als idyllischer Gegenentwurf zum frappant an die zeitgenössischen Fürstenhöfe des Spätabsolutismus erinnernden Hofleben auf (Timander und Melissa; Der goldene Zweig; Der Stein der Weisen).

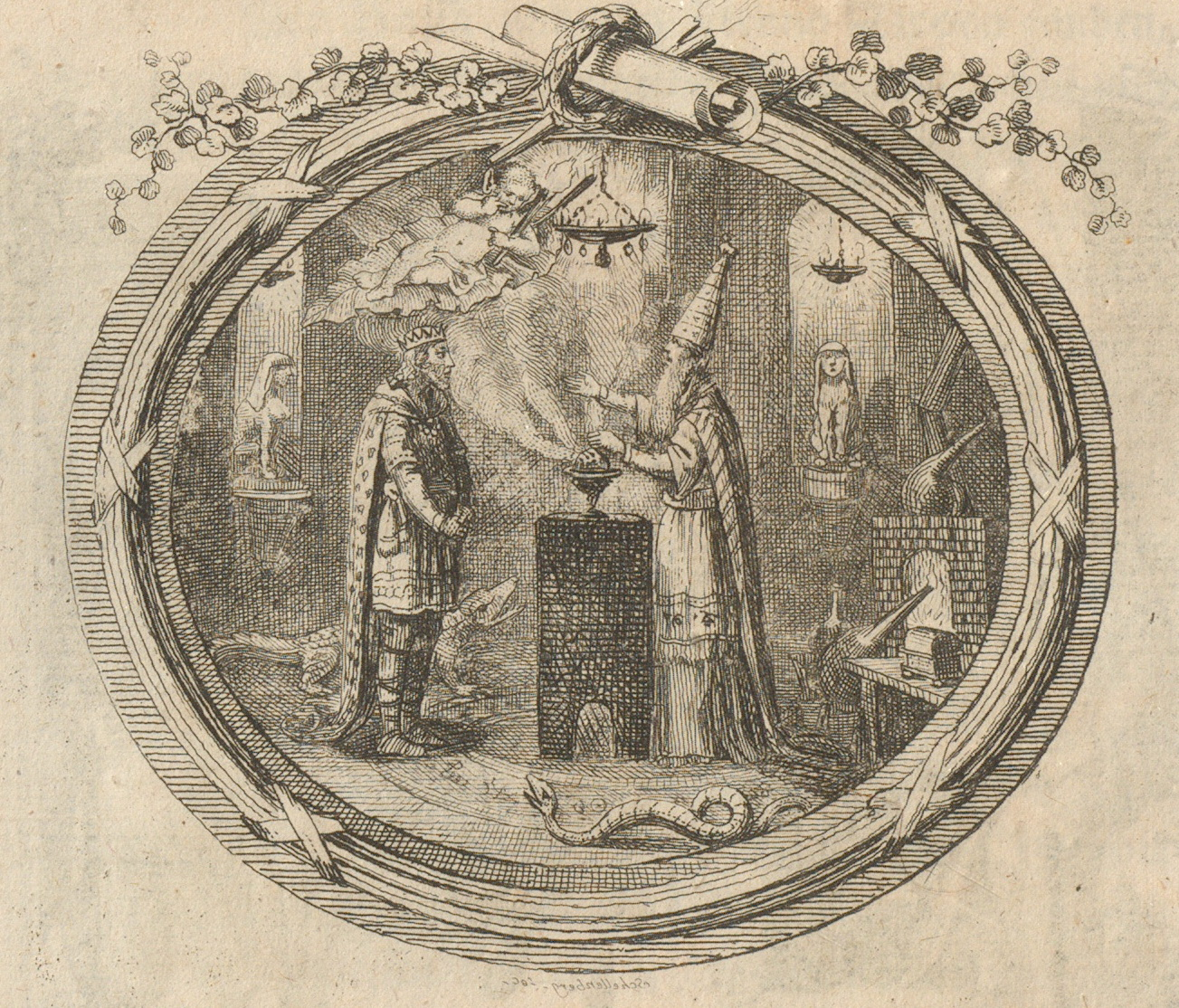
Hier sollte der „Stein der Weisen“ erschaffen werden…
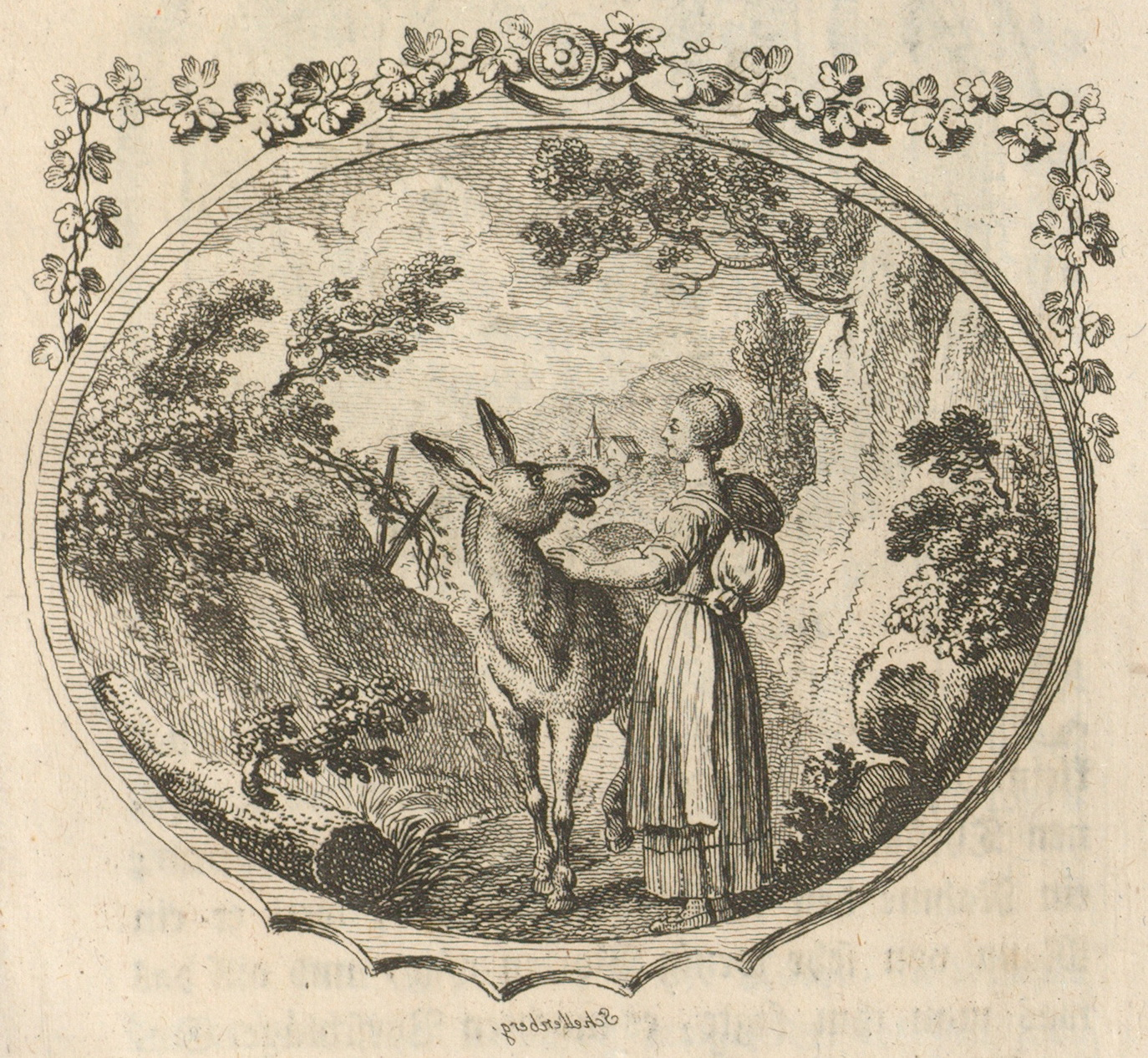
… doch die Erzählung nimmt unerwartete Wendungen

### Elemente des Wunderbaren

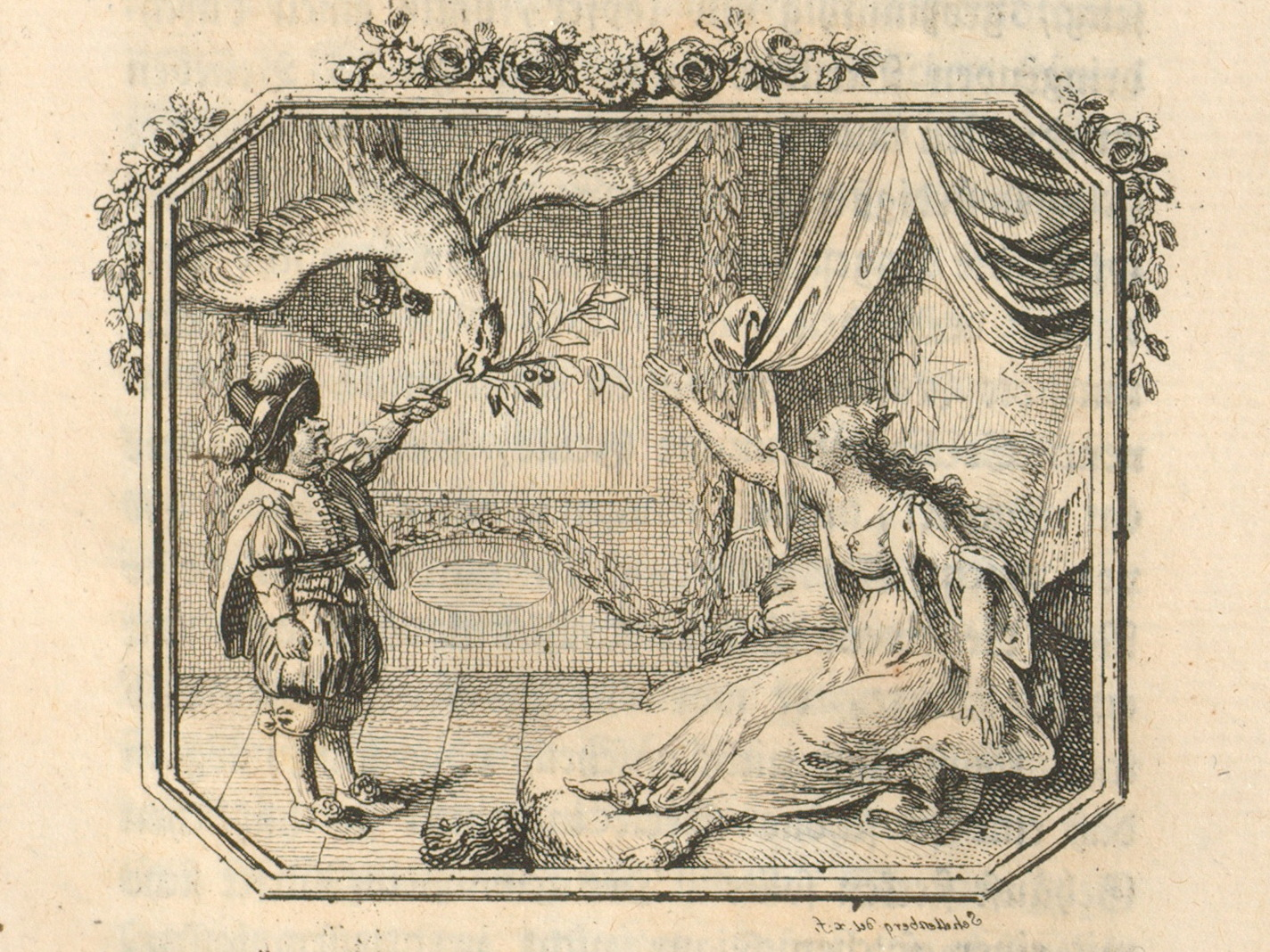
In Adlergestalt überreicht der Genius Alzindor dem Prinzen Alazin, genannt „Krummbuckel“, den goldenen Zweig

In großer Zahl werden die Erzählungen von wundertätigen Zauberern, Magiern und Feen aller Art bevölkert. Teilweise bringen sie Unheil wie die beiden verfeindeten Zauberer in Nadir und Nadine oder der falsche Alchimist Misfragmutosorisis in Der Stein der Weisen, teils aber auch Erlösung wie die Feenkönigin Sofronia in Timander und Melissa oder der Genius Alzindor, der mit dem goldenen Zweig Alazin und Marmotte von ihrer Missgestalt befreit. Häufig anzutreffen sind auch wunderbare Gegenstände wie der Ring, vermittels dessen König Siopas die wenig erbaulichen Gedanken seiner korrupten Höflinge lesen kann, oder der von Tauben durch die Luft getragene Rosenthron, der Timander in ein fremdes Reich entführt.

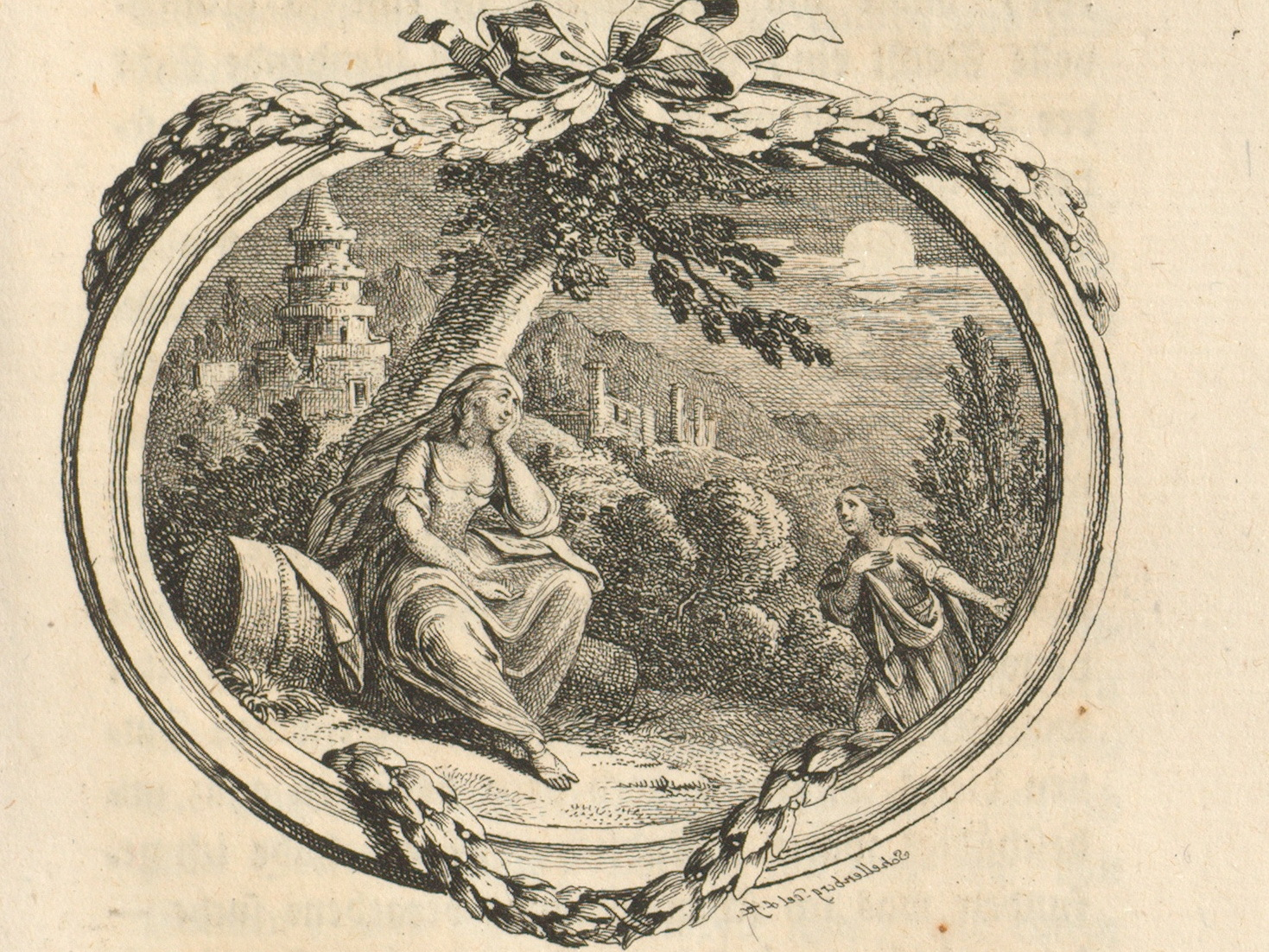
Die „Salamandrin“ erwartet den Sohn des Druiden

Eine bisweilen anzutreffende Erzähltechnik besteht darin, dass der Leser zu Beginn der Geschichte nur einen kleinen Ausschnitt des Geschehens dargeboten bekommt, der sich schließlich als Detail eines großangelegten, vor langer Zeit begonnenen und von mächtigen Zauberern oder Feen ins Werk gesetzten Vorgangs erweist (Der Druide, oder die Salamandrin und die Bildsäule).

### Getrennte Liebende
Immer wieder stehen auch getrennte Liebende im Mittelpunkt der Erzählung, die allerlei Widerstand überwinden müssen, ehe sie endlich vereint werden (u. a. Himmelblau und Lupine, Der goldene Zweig, Nadir und Nadine).

### Gestalt und Wesen
Großes Augenmerk wird auf das Verhältnis von Gestalt und Wesen, von Sein und Schein gelegt. So sind die Protagonisten der Geschichte Himmelblau und Lupine schön, aber hochmütig, dann wieder freundlich, aber hässlich – und können so niemals zueinander finden. Prinz Alazin und Prinzessin Marmotte in Der goldene Zweig sind trotz größter Tugend von abnormer Hässlichkeit gezeichnet. In Timander und Melissa verbirgt die liebreizende Prinzessin Pasithea ihr Meerkatzengesicht unter einem Schleier – und stößt den ihr zugetanen Timander zurück, sobald sie ihn endlich lüftet. Häufig finden auch Gestaltverwandlungen aller Art statt; so wird das leichtgläubige Königspaar im Stein der Weisen zu Esel und Ziege, der undankbare Liebhaber Timander zum Schmetterling.

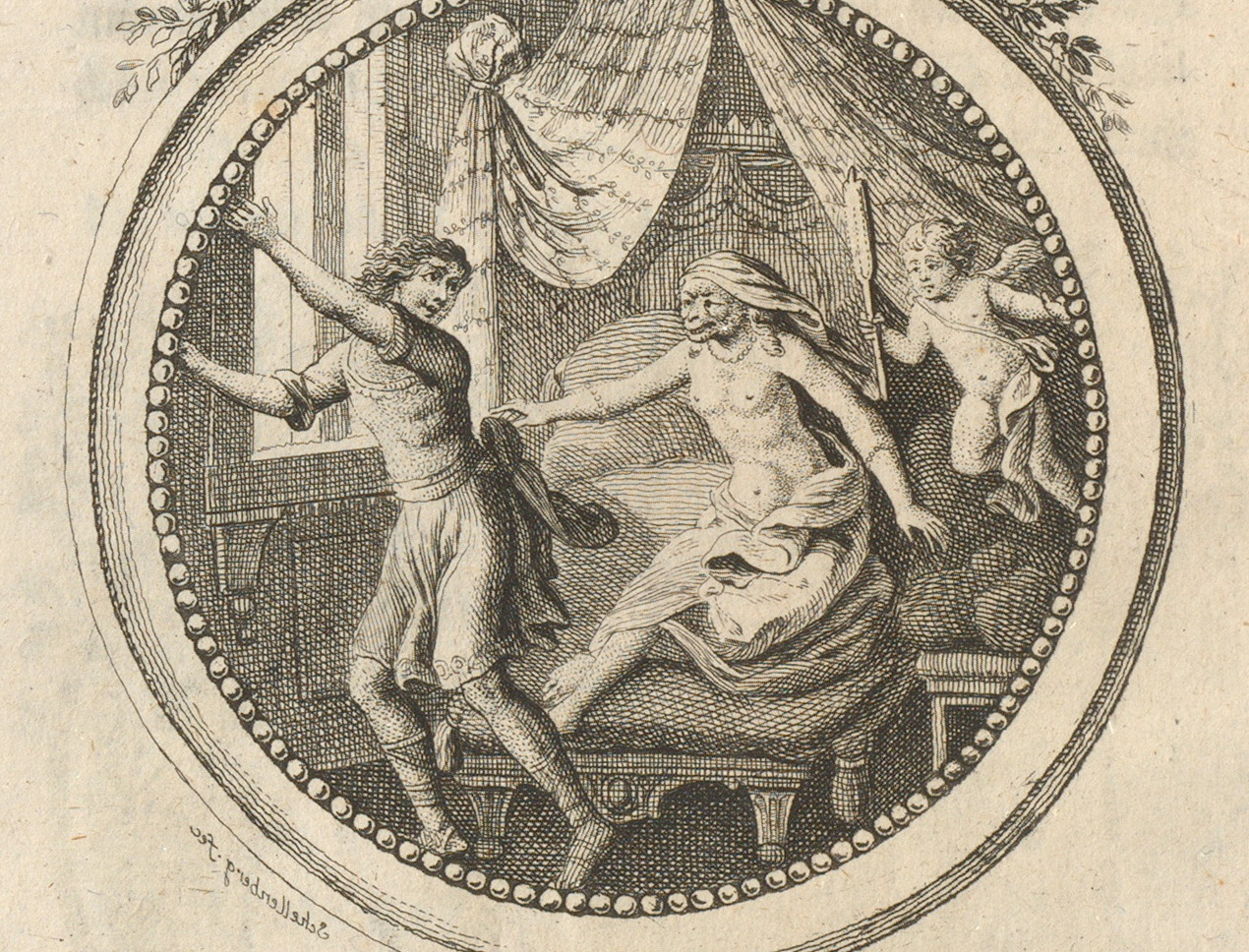
Timander und Pasithea, die Tochter der Feenkönigin
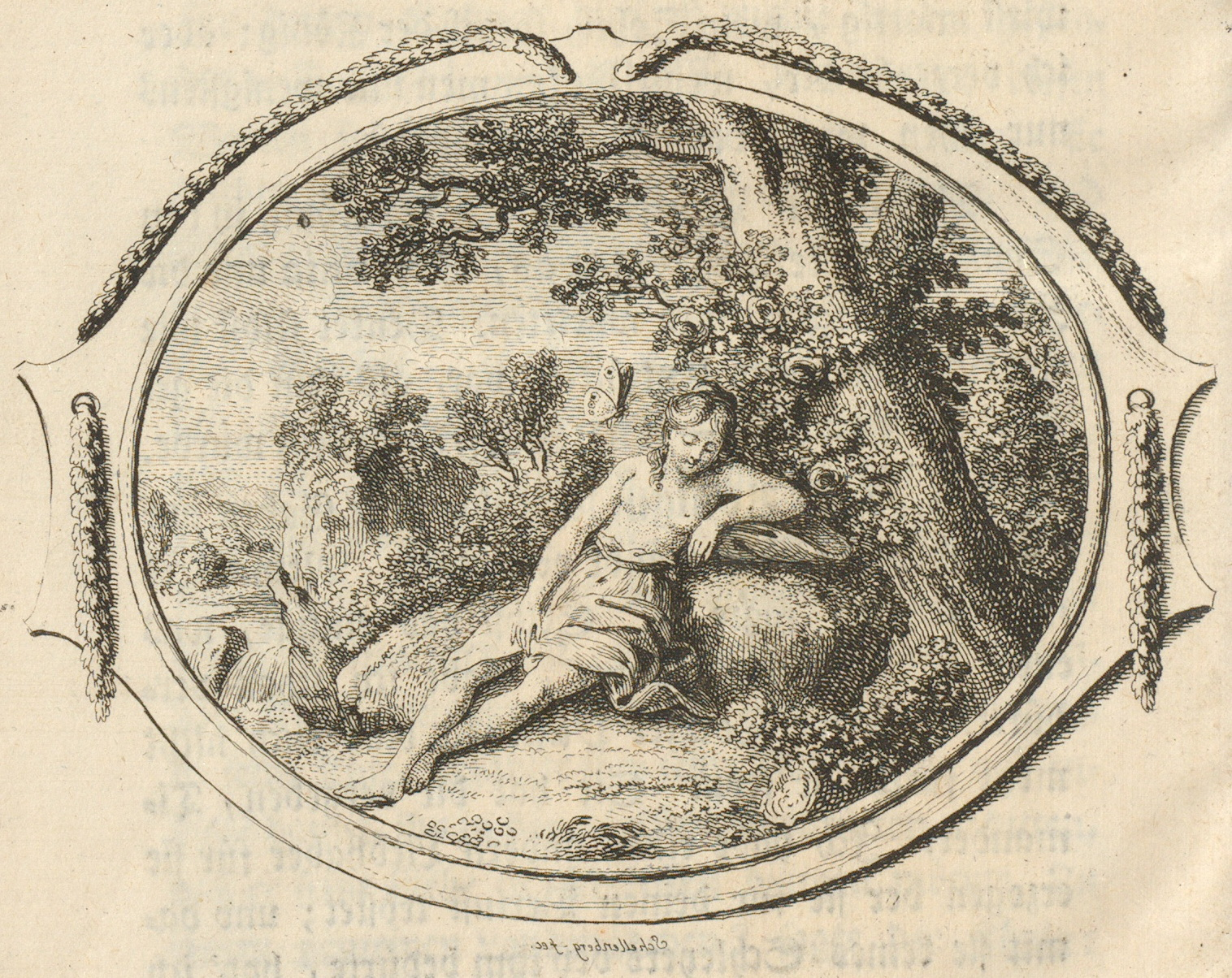
Melissa und der in einen Schmetterling verwandelte Timander

### Orientalische Motive
Vielfach verarbeitet wurden in den Geschichten schließlich Motive aus dem orientalischen Raum, so etwa die seinerzeit großes Interesse erweckenden Mysterien des alten Ägyptens (Der Stein der Weisen), aber auch türkische Stoffe (Der eiserne Armleuchter, Der Greif vom Gebirge Kaf, Adis und Dahy, Neangir und seine Brüder).

## Entstehungsgeschichte

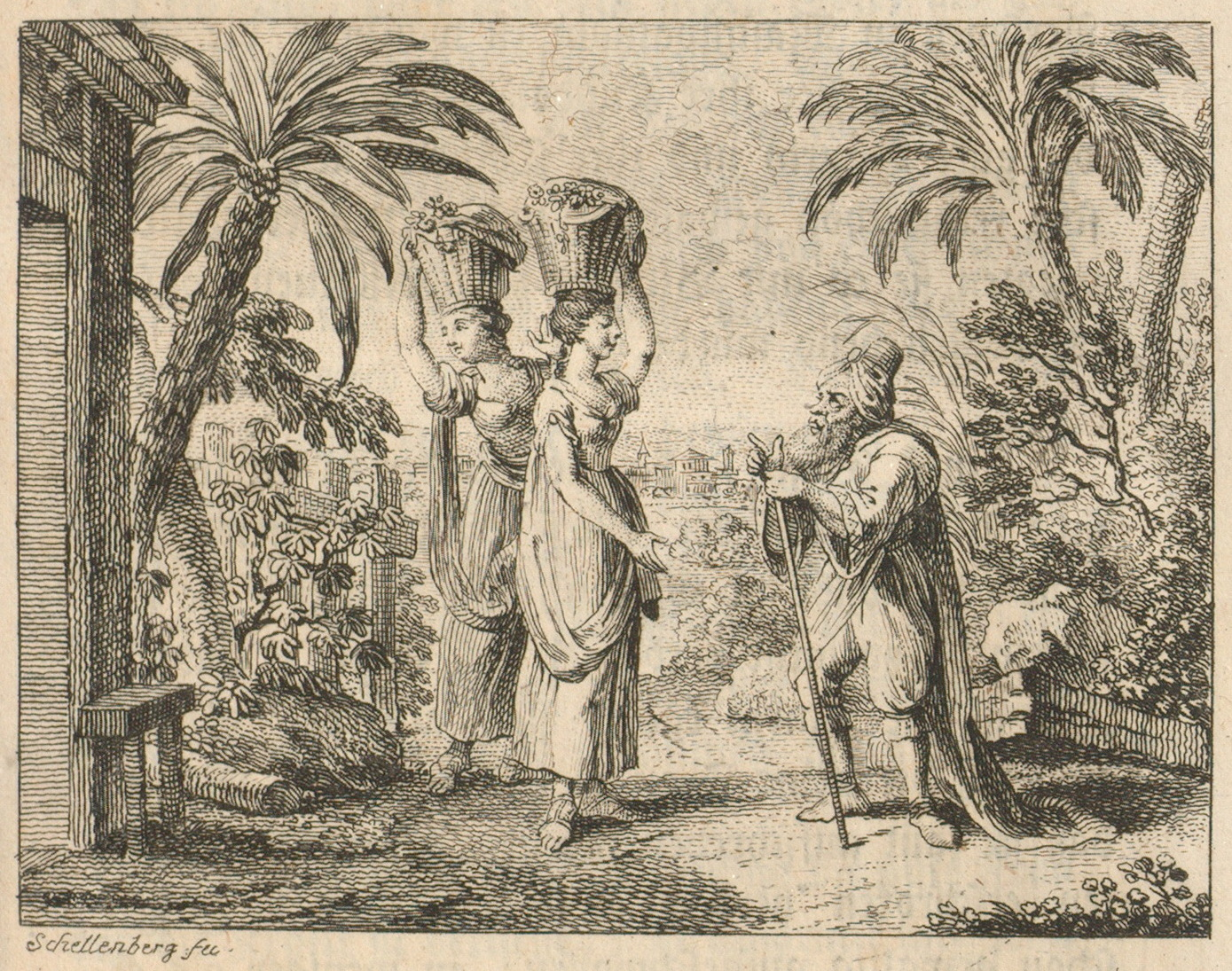
Adis und Dahy: Die Waisen Fatime und Kadidsche begegnen dem in einen Greis verwandelten Genius Dahy

Die Geschichten knüpfen inhaltlich und stilistisch an die französischen Feenmärchen an, wie sie seit Erscheinen der Sammlung Contes nouveaux ou les fées à la mode der Gräfin d’Aulnoy im Jahre 1698 in ganz Europa ausgesprochen populär geworden waren. Als Vorbilder zu nennen sind insbesondere die Werke von Henri Pajon, François Pétis de la Croix, Mme de Lanton, Marie-Antoinette Fagnan, des Comte d’Hamilton, des Comte de Caylus sowie von Félicité de Genlis. In einigen Fällen (Himmelblau und Lupine) wurde die französische Vorlage lediglich mehr oder weniger textgetreu übersetzt, meist haben aber Wieland und seine Mitautoren lediglich Motive entlehnt, diese in aller Regel weiterverarbeitet und so durchaus eigenständige Werke geschaffen.
Der Titel Dschinnistan geht auf die Dschinn zurück, arabische Geisterwesen, die etwa auch in Tausendundeine Nacht vielfach anzutreffen sind. Im Werk selbst taucht der Name ein einziges Mal auf: In der Geschichte Der Greif vom Gebirge Kaf bezeichnet er das Reich der Geister.
Die Erstausgabe erschien in drei Bänden in den Jahren 1786, 1787 und 1789 in Winterthur; die Illustrationen hatte Johann Rudolf Schellenberg geschaffen.

## Wirkungsgeschichte

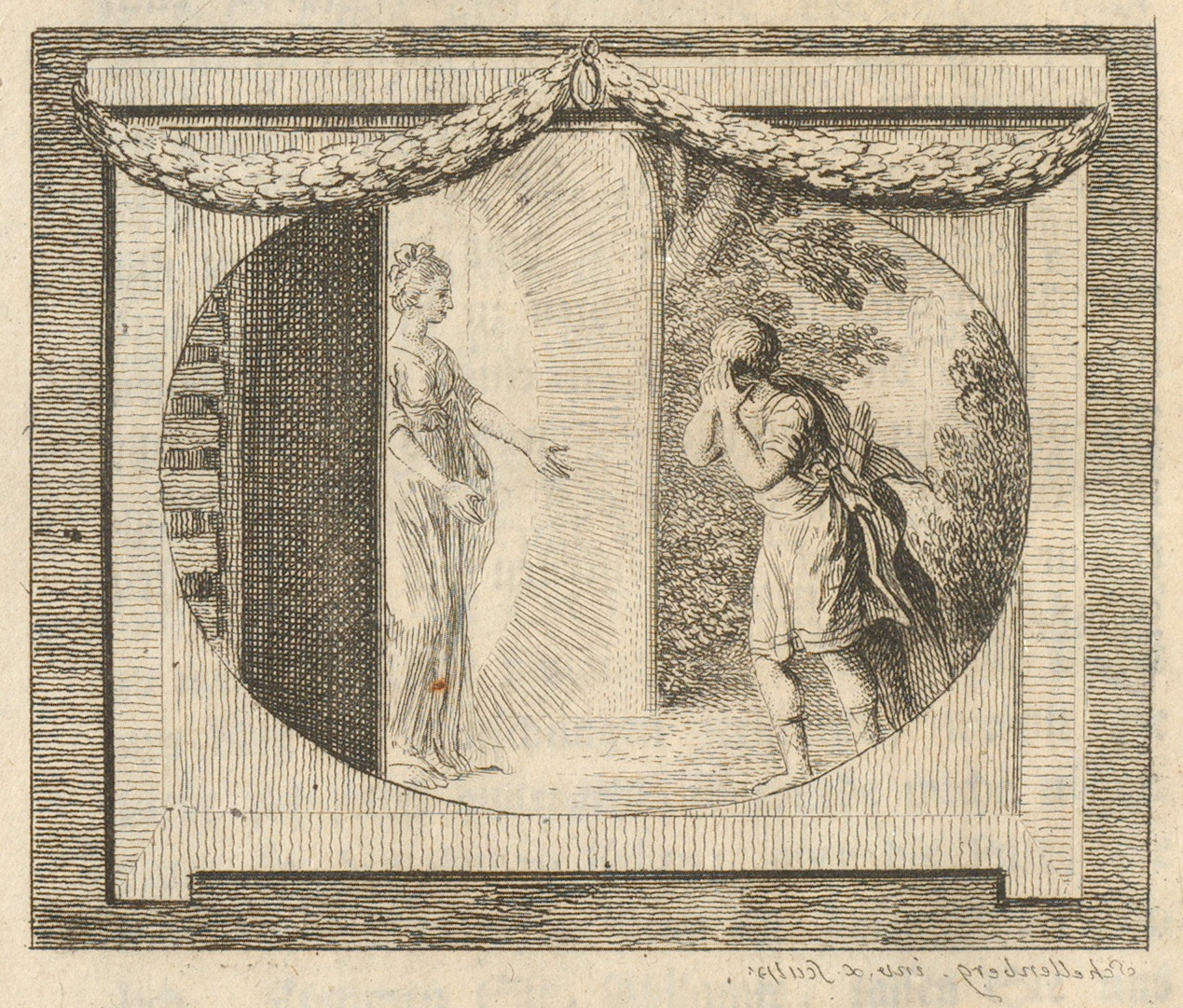
Prinz Lulu trifft Perifirihme, die „strahlende Fee“

Trotz des Anklangs, den die Märchen aus Dschinnistan beim breiten Publikum fanden, blieb die Reaktion der literarischen Fachwelt verhalten. Das gesamte Genre des Feenmärchens galt im Grunde als diskreditiert und der Beschäftigung durch einen ernsthaften Mann nicht würdig.
Gleichwohl wurden einzelne Motive der Sammlung in der Folgezeit aufgegriffen. So inspirierte etwa Lulu oder die Zauberflöte sowohl Emanuel Schikaneder zum Libretto zu Mozarts Oper Die Zauberflöte als auch Wenzel Müller zu seinen Singspielen Der Fagottist, oder: Die Zauberzither und Das Sonnenfest der Braminen von 1790/1791, und 1824 auch den deutsch-dänischen Komponisten Friedrich Kuhlau zu seinem Singspiel Lulu. Der Stein der Weisen dagegen wurde in einer Gemeinschaftsarbeit von Schack, Schikaneder, Mozart, Henneberg und Gerl zu einer gleichnamigen Oper verarbeitet.
In E. T. A. Hoffmanns Märchen Klein Zaches genannt Zinnober (1819) führt Fürst Paphnutius in seinem Land die Aufklärung ein und weist die Feen nach „Dschinnistan“ aus. 1907–1909 erschien die Erzählung Ardistan und Dschinnistan als Spätwerk von Karl May.

## Adaption

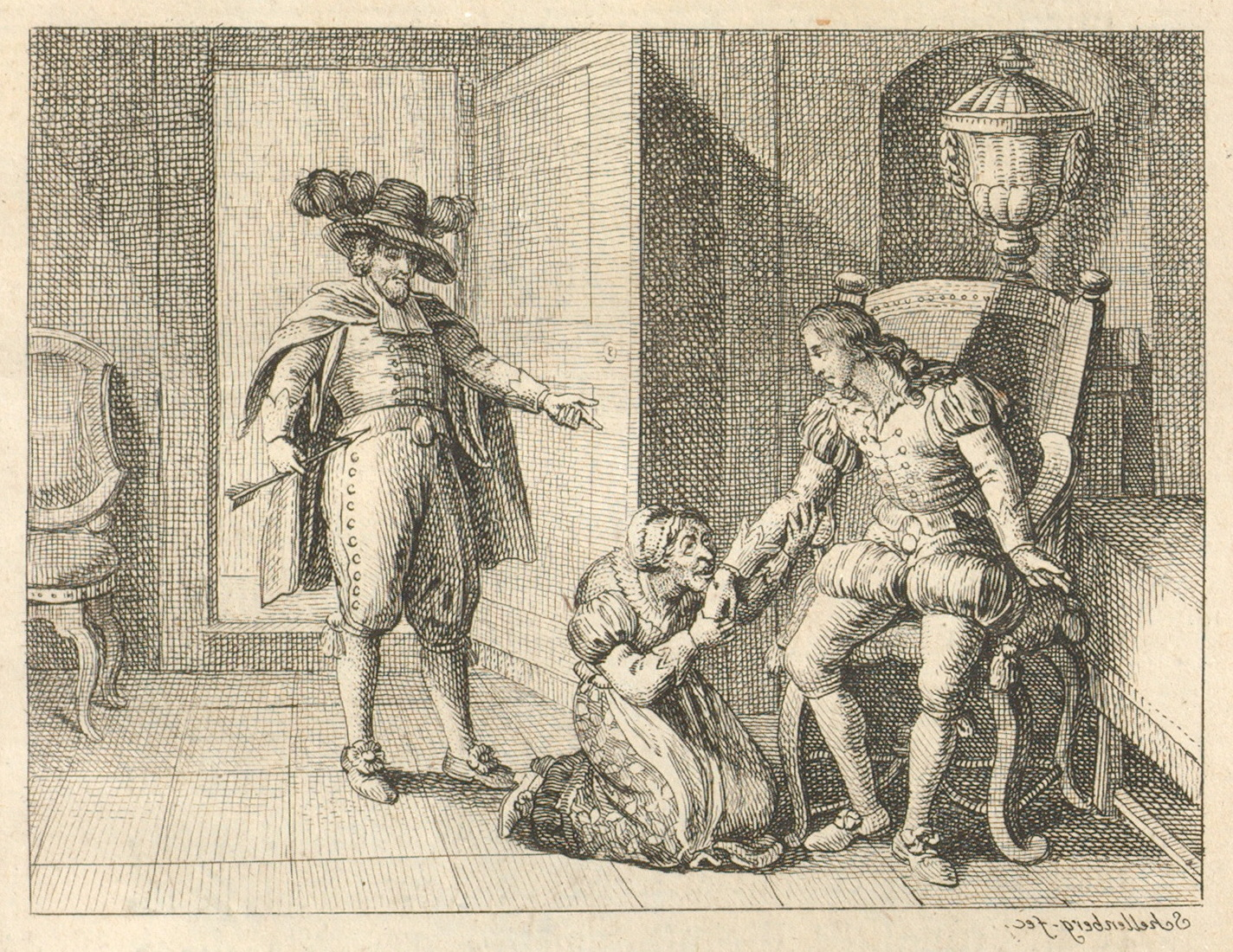
Die schöne Fee Lupine wurde dazu verdammt, fünf Tage pro Woche hässlich zu erscheinen. Hier rettet sie gerade dem von einem vergifteten Pfeil getroffenen Prinzen Himmelblau das Leben.

- 2016: Prinz Himmelblau und Fee Lupine. Deutschland, Märchenfilm der 9. Staffel aus der ARD-Reihe Sechs auf einen Streich, nach dem Feenmärchen Himmelblau und Lupine aus der Sammlung Dschinnistan.

### Volltext der Erstausgabe
- Christoph Martin Wieland: Dschinnistan oder auserlesene Feen- und Geister-Mährchen. Steiner, Winterthur 1786–1789.
Digitalisat: doi:10.3931/e-rara-87228 (alle drei Bände, mit Inhaltsverzeichnis). – Der Schluss des zweiten und des dritten Bandes ab S. 305 ist in diesem Digitalisat vertauscht; man muss also nach S. 304 zu S. 305 des anderen Bandes springen. Gelegentlich stimmt die Abfolge einzelner Seiten nicht; eine scheinbar fehlende Seite taucht gewöhnlich hinter der nächsten oder übernächsten auf. Zwei Seiten des zweiten Bandes fehlen tatsächlich: S. 196 und 197. Diese Seiten sind hier zu finden.

### Buchausgaben
- Christoph Martin Wieland: Dschinnistan oder auserlesene Feen- und Geistermärchen. Stuttgart 1992, ISBN 3-7175-1818-6; sowie zahlreiche Ausgaben in verschiedenen Verlagen. (Einige Ausgaben enthalten nur die zwölf Märchen, die Wieland selbst verfasst hat; andere zusätzlich Liebeskinds Korb und Lulu oder die Zauberflöte.)

### Hörbuchfassung
- Dschinnistan, oder auserlesene Feen- und Geistermärchen. Gesprochen von Claudia Amm und Günter Lamprecht. Hörbuchedition in der Reihe Bibliotheca Anna Amalia. 2 CDs, 159 Minuten. Der Audio Verlag, Berlin 2007, ISBN 3-89813-635-3, OCLC 847625738. (Auswahl, gekürzt. Mit 15-seitigem Booklet.)